# 장이욱
장이욱(張利郁, 1895년 - 1983년)은 대한민국의 독립운동가이자 외교관, 대학총장이다. 제3대 서울대학교 총장, 제4대 미국대사를 지냈다. 안창호의 흥사단에서 함께 활동하였다. 정부가 주미 대사로 장이욱을 내정하여 미국 정부에 그의 아그레망 요청을 발송하였음이 1960년 9월 12일 하오 알려졌다.
저서로는 《도산의 인격과 생애》가 있다.

## 학력
- 미국 더뷰크대학교 교육학과 학사
- 미국 컬럼비아대학교 대학원 교육학과 석사
- 미국 더뷰크대학교 명예법학박사

## 저서
- 도산의 인격과 생애
  - (재출간) 장리욱 (2010년 9월 30일). 《도산의 인격과 생애》. 흥사단출판부. ISBN 9788988930137.

## 같이 보기
| - 안창호 - 흥사단 - 서울대학교 - 유상규 - 이광수 - 수양동맹회 - 동우구락부 | - 수양동우회 - 수양동우회 사건 - 장면 - 유상규 - 윤치호 - 현제명 |